# Морисон Кросроудс (Алабама)
Морисон Кросроудс (енгл. Morrison Crossroads) насељено је место без административног статуса у америчкој савезној држави Алабама.

## Демографија
По попису из 2010. године број становника је 219.
| Група             | 2000.    | 2010.       |
| Белци             | 0 (0,0%) | 200 (91,3%) |
| Афроамериканци    | 0 (0,0%) | 5 (2,3%)    |
| Азијати           | 0 (0,0%) | 1 (0,5%)    |
| Хиспаноамериканци | 0 (0,0%) | 12 (5,5%)   |
| Укупно            | 0        | 219         |